# Françoise du Saint-Esprit
Pour les articles homonymes, voir Baron.
Françoise du Saint-Esprit (Mailhac, 12 décembre 1820 - Saint-Chinian, 28 décembre 1882) est une religieuse catholique française, fondatrice des franciscaines du Saint-Esprit de Montpellier et reconnue vénérable par le pape François le 9 octobre 2017.

## Biographie
Caroline Baron entre d'abord chez les Sœurs du Saint-Nom de Joseph de Mailhac, où elle prend le nom de Françoise du Saint-Esprit. Elle y devient maître des novices. 
En 1861, elle fonde l'Institut du Tiers-ordre de saint François, également connu sous le nom de congrégation des Sœurs franciscaines du Saint-Esprit. Celui-ci est voué à l'accueil et à l'éducation des petits orphelins. Fondée à Saint-Chinian, la maison-mère est déplacée à Montpellier.
Mère Françoise du Saint-Esprit meurt le 28 décembre 1882. Elle est inhumée dans la chapelle de la maison des Franciscaines du Saint-Esprit de Montpellier. Son procès en béatification est ouvert le 3 avril 1959. Le 9 octobre 2017, elle est déclarée vénérable par le pape François.